# 이인규 (법조인)
이인규(李仁圭, 1958년 1월 22일 ~ )는 지난날 법무부 검찰1과장·서울중앙지검 3차장검사·대검 중수부장 직책을 지낸 대한민국의 법조인이다.
그는 이명박 정부에서 대검찰청 중앙수사부장을 역임하였다. 임채진 검찰총장이 서울중앙지검장일 때 특수수사를 지휘하는 3차장 검사를 지냈고 훗날 대검 기획조정부장을 지냈다. 2003년 서울중앙지검 형사9부장으로서 SK그룹 분식회계 사건을 맡았다. 이어 대선자금 수사팀에 합류해 대기업의 분식회계와 비자금 조성을 수사했다. 2006년 서울중앙지검 3차장 검사 재직 당시 황우석 교수를 줄기세포 조작사건으로 사기와 횡령, 생명윤리법 위반 혐의로 기소하였다.
2009년 노무현 전직 대통령 수사를 맡았다. 검찰은 주변인물, 일가족을 소환하며 노무현 전직 대통령을 수사하였다. 일가족은 몇 차례 소환되었고, 수사 현황은 실시간 언론에 브리핑되었다.
2009년 7월 14일, 검찰 공직 분야에서 퇴임하였다.

## 약력
- 변호사이인규법률사무소
- 2010년 한국토지주택공사 (LH) 법률고문
- 2009년 ~ 2017년 7월  법무법인 바른 변호사
- 2009년 1월 ~ 7월 대검찰청 중앙수사부장
- 2008년 ~ 2009년 대검찰청 기획조정부장
- 2007년 ~ 2008년 대전고등검찰청 차장검사
- 2006년 ~ 2007년 서울중앙지방검찰청 제3차장검사
- 2005년 ~ 2006년 서울고등검찰청 검사
- 2003년 ~ 2004년 춘천지방검찰청 원주지청장
- 2003년 서울지방검찰청 금융조사부장검사
- 2002년 서울지방검찰청 형사9부장검사
- 2002년 법무부 검찰1과장
- 2001년 ~ 2002년 법무부 검찰2과장
- 1999년 ~ 2001년 법무부 검찰4과장
- 1997년 ~ 1999년 주미국대사관 법무협력관
- 1996년 ~ 1997년 대구지방검찰청 부부장검사
- 1994년 ~ 1996년 법무부 국제법무심의관실 검사
- 1994년 법무연수원 연구위원
- 1993년 ~ 1994년 서울지방검찰청 동부지청 검사
- 1991년 ~ 1992년 대검찰청 중앙수사부 검찰연구관 직무대리
- 1990년 ~ 1991년 서울지방검찰청 동부지청 검사
- 1988년 ~ 1990년 부산지방검찰청 동부지청 검사
- 1987년 ~ 1988년 춘천지방검찰청 속초지청 검사
- 1985년 ~ 1987년 서울지방검찰청 검사
- 1982년 24회 사법시험 합격 후 사법연수원 14기 수료
- 서울대학교 법대 학사
- 경동고등학교 졸업
- 1958년 경기도 용인시에서 출생

## 이명박 대통령과의 관계
이명박 대통령과 깊은 인연을 맺고 있는 것으로 알려져 있는 그는 이명박이 지난 1999년 조지워싱턴대학에서 객원연구원으로 일하던 시절 검찰 파견직으로 워싱턴 영사관에서 일하며 당시 한국일보 워싱턴 특파원이었던 신재민의 소개로 각별한 인연을 맺었다. 신재민은 조선일보를 거쳐, 이명박 정권 출범 이후 문화체육관광부 차관으로 임명되고, 이인규는 검찰 요직인 중수부장에 임명되어 모두 정권의 실세로 등장한다. 이러한 배경으로 이번 수사에서 임채진 검찰총장은 배제되고 이 부장이 청와대와 직접 의견을 조율하고 있다는 소문이 돌았다.

## 인맥
이명박 정부에서 요직을 맡은 정동기 민정수석, 이상득의원의 전비서실장이자 안국포럼 출신인 장다사로 민정비서관과 함께 경동고등학교 동문으로 교분이 있다.

## 노무현 전 대통령 수사
이인규는 검찰 특수부의 주요 보직을 거치지 못했다. 그러나, 2009년 1월 대검 중수부장이 되어 노무현 전 대통령의 뇌물 수수 혐의에 대한 수사를 지휘했다.
이 수사의 발단은 2008년 7월 국세청 한상률 전 청장이 관할이 아닌 조사4국을 시켜 노 전 대통령의 오랜 후원자인 박연차 회장의 태광실업을 세무조사한 후 박연차씨와 노 전 대통령 가족 간의 돈거래 내용을 이상득 의원에게 보고하며 시작되었다는 의혹이 있다. 2008년 12월 검찰에 구속될 때 원래 입이 무겁기로 유명한 박연차는 지금까지 정관계 인사에게 현금이나 상품권만 주었었기 때문에 "모든 것을 내가 안고 가겠다"며 입을 다물었다. 하지만 검찰은 공익근무요원으로 근무중인 외아들의 병역기록을 검토하고 태광실업 경영을 맡고 있던 장녀를 비롯한 세 딸과 사위를 출국금지하고 소환했으며 상속세를 탈세했는지 검토를 시작하자 결국 박연차 회장은 수사협조를 약속했다. 그러자 딸과 사위에 대한 출국금지가 풀렸으며 외아들의 병역문제도 '문제가 없다'고 결론을 냈다. 이 때 검찰은 박연차와 노무현 전 대통령 일가와의 거래는 퇴임 후 사적거래라 판단하였다.
그러나, 몇 개월 후 검찰 인사 이후 검찰 수사팀은 다시 꾸려졌고, 이인규, 홍만표 등이 합류하였다. 이인규는 공공연히 이전 검찰의 수사기록을 재검토하겠다고 말했다. 이후 주변 인물 및 일가족의 줄소환이 시작되었다. 한 사람씩 차례 차례 소환이 이루어지다 2009년 4월 12일, 노무현 전 대통령의 부인인 권양숙 여사가 중수부의 조사를 받았다. 이어서, 4월 30일 노무현 전 대통령이 검찰에 출두했다. 한편 이 당시 검찰청자에 도착한 전직 대통령을 건물 위에서 내려다보며 웃음짓는 몇몇 검사가 카메라에 찍혀서 유명해졌다. 이 때 참여정부의 대통령비서실 민정수석비서관을 지낸 문재인 변호사가 동행했는데, 문재인은 자서전에서 조사실에서 이인규 중수부장이 노무현 대통령 소환조사시 대단히 건방졌으며, 말투는 공손했지만 태도엔 오만함과 거만함이 가득 묻어 있었다고 회고했다.
5월 13일, 회갑 선물로 받은 억대 고가의 시계를 논두렁에 버렸다고 권양숙 여사가 검찰에서 증언했다는 내용이 언론에 보도되었다. 이인규 중수부장 밑에서 수사를 맡은 홍만표 기획관은 이 직후 '검찰 내 빨대(내부 취재원을 뜻하는 언론계 은어)를 색출해 처벌하겠다'고 격앙되게 반응하였지만 흐지부지 끝냈는데, 검찰 내에서는 당시 그가 말한 '더러운 빨대'가 자기 윗선이어서 흐지부지되었다는 루머가 있었다. 이인규는 임채진 검찰총장 등과 함께 민주당과 시민에 의해 피의사실 공표 혐의로 고발당하였다.
2009년 5월 23일 노무현 대통령이 서거하고, 이인규는 6월 12일 6개월에 걸친 '박연차 리스트' 수사 결과를 5분만의 발표로 종결하면서 노무현 전 대통령의 혐의는 '뇌물수수'로 밝혔다. 하지만 구체적 증거를 내놓지는 않고 '역사적 진실'은 수사기록에 남겨 보존하겠다고 하였고, 수사 과정에서 법과 원칙에 따라 최선을 다했다며 수사의 정당성을 주장했다. 이에 문재인 변호사는 고인이 된 전직 대통령을 두 번 욕보이는 행태에 분노를 느낀다며 강하게 반발했다. 변호인단은 혐의를 인정할 수 없다는 입장과 함께 이번 수사결과 발표는 책임 회피와 자기 변명으로 일관됐다고 비판했다

2011년 6월 23일 민주당 김동철 의원이 공개한 '사건위임계약서'에 따르면 법무법인 '바른' 소속인 정동기 전 민정수석과 이인규는 2011년 4월 부산저축은행의 변호를 맡는 조건으로 착수금 3억원을 받는 계약을 체결했다. 두 사람의 의뢰인은 부산저축은행그룹 박연호 회장, 김민영 부회장, 김양 부회장, 강성우 감사 등 4명이었다. 정동기와 이인규는 최고 9억원대의 성공보수도 약속받았던 것으로 나타나 전관예우 논란이 나오고 있다. 법무법인 바른은 부산저축은행 사건이 터진 뒤 피해자들이 "부도덕한 사람을 변호하는 것이 잘하는 일이냐"고 항의하자 뒤늦게 변호계약을 취소한 것으로 전해졌다.
2015년 1월, 이인규와 같이 노무현 전 대통령을 수사한 우병우 당시 중수 1과장이 박근혜 정부의 민정수석으로 내정되자, 이인규는 노무현 전 대통령 일가가 시계를 논두렁에 버렸다고 한 진술은 국정원의 조작이었으며, 당시 국정원은 대검에 망신주기 언론플레이를 제안하였다고 밝히면서 국정원이 언론 플레이 한 것으로 자신은 잘못이 없다고 주장하여 다시 한번 뉴스가 되었다. 우병우는 박근혜 정부의 민정수석이 된 이후 불법적인 재산증식, 넥슨 넥슨코리아 부동산 매입 논란,  정운호 몰래 변론 의혹 등으로 끝임없는 의혹의 중심인물이었다.